# Lostrommel (Glücksspiel)

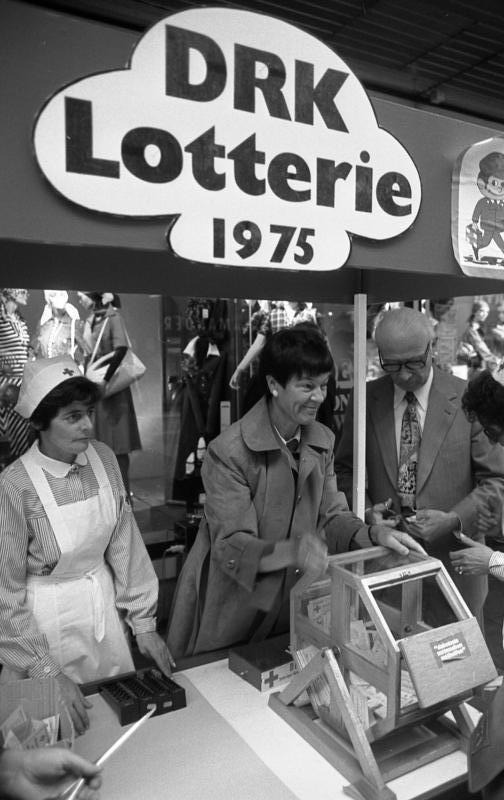
Loki Schmidt, die Ehefrau des damaligen Bundeskanzlers, verkauft Lose zugunsten einer Lotterie des Deutschen Roten Kreuzes aus einer Lostrommel (3. Oktober 1975)

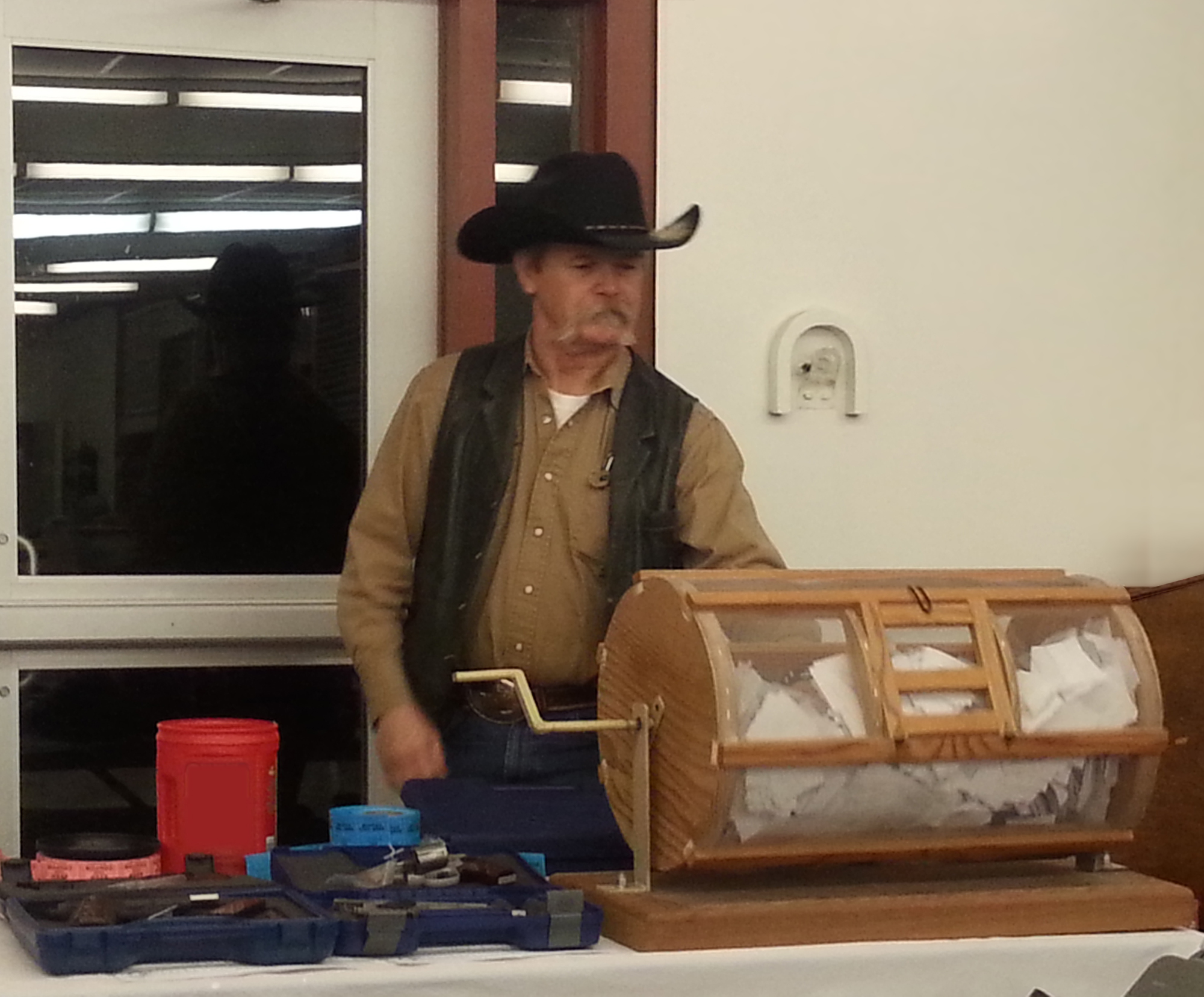
Eine Lostrommel bei einer Tombola in Kalifornien (2016)

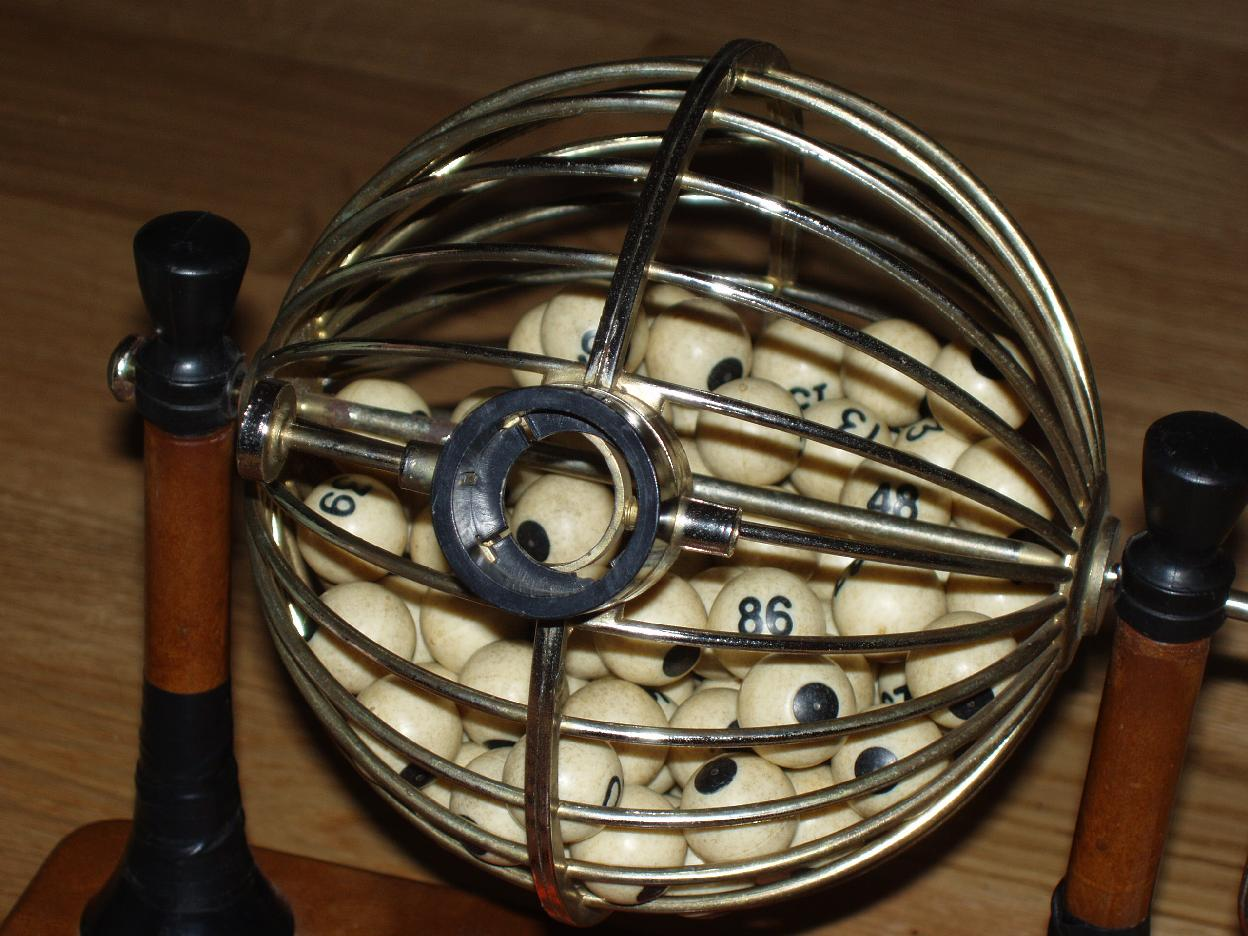
Eine kugelförmige Lostrommel (2006)

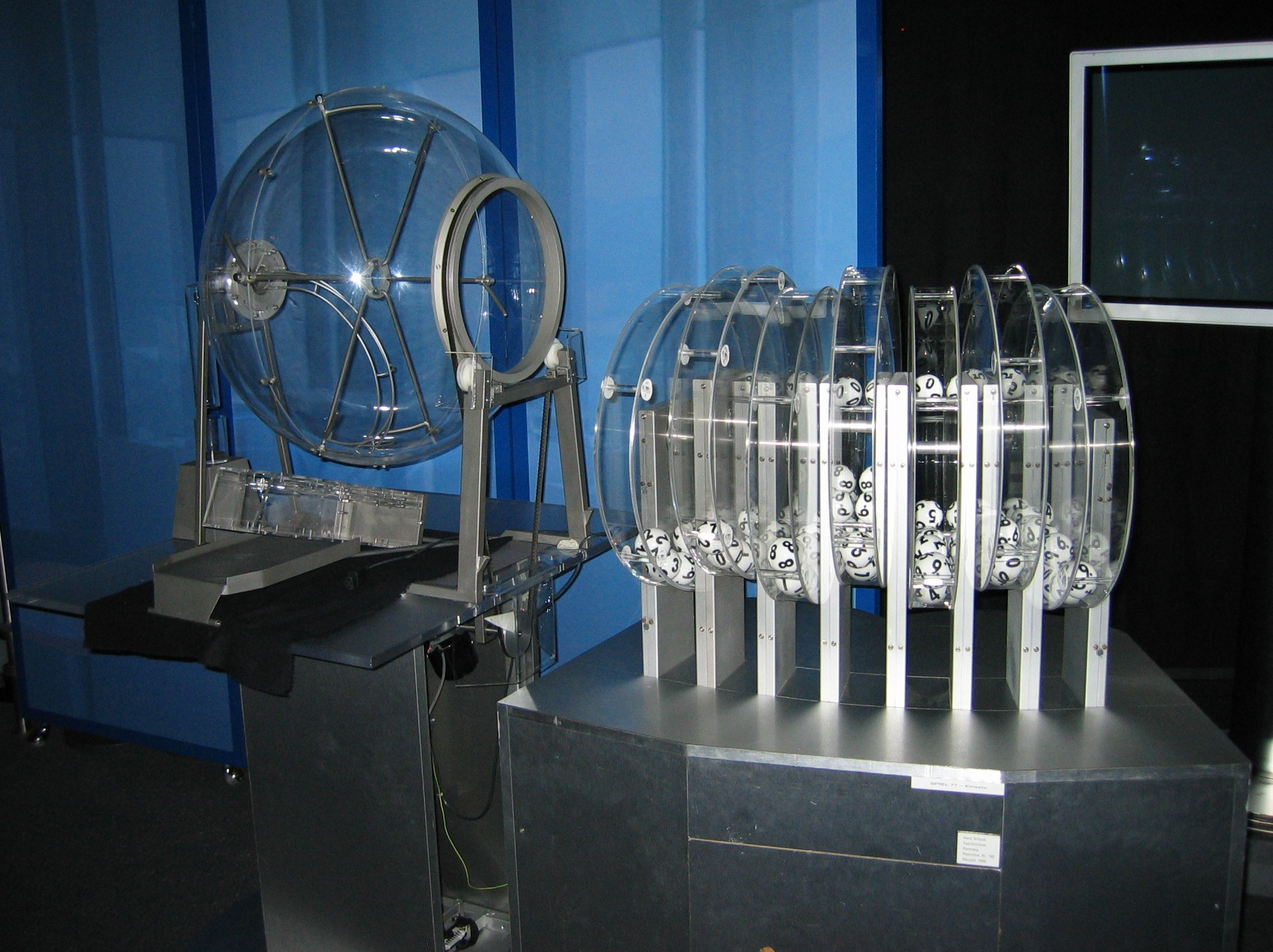
Ziehungsgeräte für Lottozahlen (links, ohne Kugeln) sowie für das Spiel 77 (2011)

Eine Lostrommel (gelegentlich auch genannt: Ziehungsgerät) ist ein Hilfsgerät, das bei Verlosungen verwendet wird, um möglichst zufällig ein oder mehrere Lose zu ziehen.

## Zweck
Für Glücksspiele wie Lotterien, Lotto, Bingo oder bei einer Tombola wünscht man, das Zufallsprinzip zu erfüllen, damit alle Teilnehmer die gleiche Chance auf den Gewinn haben. Hierzu benutzt man Lose und eine Lostrommel. Die Trommel dient dazu, die in ihr befindlichen Lose gut zu mischen, ähnlich wie es eine Waschtrommel mit Wäschestücken macht.

## Geschichte
Zum Durchmischen von Objekten kann man sich unterschiedliche Vorrichtungen überlegen. Schon in der Antike gab es das Kleroterion, das mit schwarzen und weißen Kugeln arbeitete. Ganz einfach lässt sich auch ein Topf („Glückstopf“), ein Würfelbecher, eine Urne oder ein Hut, am besten ein Zylinderhut nutzen. In das Gefäß werden Lose eingefüllt, die anschließend durch Schütteln oder Rühren mit der Hand durchmischt werden.
Die Lose selbst können im einfachsten Fall Zettel aus Papier sein. Üblich sind auch Kugeln, beispielsweise aus Holz oder Kunststoff. Gewinn- und Verlustlose (Nieten) können sich durch bestimmte Markierungen unterscheiden, oft sind dies Zahlen, die außen angebracht sind. Zuweilen verwendet man auch Hohlkugeln, beispielsweise bei den Auslosungen zum DFB-Pokal. In dem Fall befinden sich im Inneren der Kugeln, die sich öffnen lassen, dann beschriftete Karten, hier für den jeweils gezogenen Fußballverein.

## Aufbau
Mithilfe einer Lostrommel erreicht man eine bessere Durchmischung als durch das Mischen von Hand. Die Mischung ist besonders gut, wenn die Lose selbst kugelförmig sind. Das Prinzip ist ähnlich dem eines Betonmischers, bei dem sich eine Trommel dreht und dabei die Bestandteile im Inneren verrührt beziehungsweise vermischt werden. Wie auch beim Mischen von Spielkarten ist der Zweck, eine möglichst unvorhersagbare zufällige Anordnung zu erreichen (siehe auch: Key generator).
Damit jede Loskugel die gleiche Chance hat, gezogen zu werden, muss das Gewicht aller Kugeln gleich sein. Bei Präzisionstrommeln werden die Kugeln deshalb von Zeit zu Zeit mithilfe von Feinwaagen kontrolliert.
Die ursprüngliche Geometrie einer Lostrommel ist die eines liegenden  Zylinders, ähnlich einer entsprechend gehaltenen Trommel als Musikinstrument. Oft ist seitlich eine Kurbel angebracht, um die Lostrommel bequem von Hand rotieren lassen zu können. Es gibt auch Trommeln in Form eines beispielsweise sechs- oder achtseitigen Prismas (Bild oben) und auch kugelförmige Lostrommeln (Bild). Letztere werden beispielsweise bei der spanischen Weihnachtslotterie El Gordo („Der Dicke“) eingesetzt. Auch bei der Ziehung der Lottozahlen in Deutschland ab der 1960er-Jahre bis in die 2010er-Jahre verwendete man eine kugelförmige Lostrommel als das „Ziehungsgerät“. Bei letzterem erfolgte die Drehung mithilfe eines Elektromotors.